# ウィリアム・フレミング (第3代準男爵)
第3代準男爵サー・ウィリアム・フレミング（英語: Sir William Fleming, 3rd Baronet、1757年3月31日没）は、グレートブリテン王国の庶民院議員。

## 生涯
マイケル・フレミング（1718年没）とドロシー・ベンソン(Dorothy Benson)の息子として生まれた。
エンサインとして歩兵連隊に加入したことがあり、1754年から1755年までカンバーランド州長官を務めた。また、1747年7月2日に父方の伯父にあたる第2代準男爵サー・ジョージ・フレミングが死去すると、準男爵位を継承した。
1756年にカンバーランド選挙区の議員第3代準男爵サー・ウィリアム・ラウザーが死去すると、次期議員として内定されていた第5代準男爵サー・ジェームズ・ラウザーが成年するまでのつなぎとして補欠選挙に出馬した。ラウザー自身もフレミング支持を表明した結果、フレミングは無投票で当選したが、それでも550ポンドの出費を費やした。
1757年3月31日に死去、息子マイケルが準男爵位を継承した。

## 家族
1745年、エリザベス・ペティット（Elizabeth Petyt、1700年頃 – 1788年4月22日、クリストファー・ペティットの娘）と結婚、1男5女をもうけた。
- マイケル・ル（1748年 – 1806年） - 第4代準男爵、庶民院議員

息子が洗礼を受けるとき、「古代への尊敬」(veneration for antiquity)という理由により先祖の姓ル・フレミング(le Fleming)に復帰しようとし、息子の名前マイケルの後ろに「ル」(le)をつけた。